# Usambaromyia nigrala
Usambaromyia nigrala (лат.) — вид комаров-звонцов. Единственный вид в составе рода Usambaromyia и подсемейства Usambaromyiinae. 

## Этимология
Название для рода дано по месту находки типовых экземпляров (горы Усамбара) с добавлением эпитета из др.-греч. μυῖα — «муха». Видовое название происходит от лат. niger — «чёрный» и лат. ala — «крыло».

## Описание
Мелкие коричневато-черные комары длиной тела около 3 мм. Глаза выпуклые, без волосков. Жгутик усиков самца состоит из 13 члеников. Усики самок с щетинками на педицеле, их жгутик 6-члениковый. Щиток с многочисленными рассеянными щетинками. Длина крыла около 1,6 мм. Мембрана крыльев чёрная, чуть более сероватая на вершине и на анальной доле. Медио-кубитальная жилка отсутствует Жужжальца коричневатые. Шпоры на всех на голенях у самок и шпоры на задних голенях у самцов с сильными боковыми зубцами. Парные присоски (пульвиллы) на лапках отсутствуют. Четвёртый членик лапок сердцевидный. Брюшко чёрное. Тергиты с первого по восьмой с 1-2 поперечными рядами многочисленных щетинок. Личинки и куколки неизвестны.

## Распространение
Вид обнаружен только в Танзании в районе горного массива Усамбара.